# 사토 쇼리
사토 쇼리(일본어: 佐藤 勝利, 1996년 10월 30일 ~ )는 일본의 가수, 배우이며, 남성 아이돌 그룹 Sexy Zone의 멤버이다.
도쿄도 출신. STARTO ENTERTAINMENT 소속.

## 내력
2010년 10월, 쟈니즈 사무소에 입소.
2011년 9월 29일, Sexy Zone의 결성과 함께, 11월에 CD 데뷔하는 것이 발표되었다.
2012년 4월 7일, 미 하와이주 오아후 섬에서 열린 포드 아일랜드 브리지 런에 출장해 42분 42초 04의 기록을 냈다.
2013년 10월, 드라마 《49》으로 연속 드라마 첫 주연.
2014년 7월 29일, EX 시어터 롯폰기에서 Sexy Zone 첫 솔로 콘서트를 개최.
2015년 8월, 〈Sexy Zone A.B.C-Z Summer Paradise in TDC〉 내에서 솔로 콘서트를 개최.

## 출연

### 드라마
- 헝그리! (2012년 1월 ~ 3월, 칸사이 TV) - 오오쿠스 사스케 역
- SUMMER NUDE (2013년 7월 ~ 9월, 후지 TV) - 타니야마 하야오 역
- 49 (2013년 10월 ~ 12월, 닛폰 TV) - 주연·카가미 단 역
- 블랙교칙 (2019년 10월 ~ 11월, 닛폰 TV) - 주연·오노다 소라 역
- 99.9 형사 전문 변호사 시즌 2 - 오자키 유타 역

### 영화
- 하루치카 (2017년, KADOKAWA) - 주연·카미죠 하루타 역
- 블랙교칙 (2019년, ジェイ・ストーム) - 주연·오노다 소라 역

### 애니메이션
- ONE PIECE 에피소드 오브 나미 ~항해사의 눈물과 동료들의 인연~ (2012년 8월 25일, 후지 TV)

### 음악 프로그램
- 더 소년구락부 (2010년 ~ , NHK BS 프리미엄)

### 버라이어티 프로그램
- 쟈니즈 Jr. 랜드 (2011년 10월 2일 ~ , BS 스카파!)
- 사랑하는 간바레부 3 (2013년 8월 21일 ~ 27일, 후지 TV)
- Sexy Zone CHANNEL (2014년 2월 26일 ~ 후지 TV TWO·NOTTV)

### CM
- 롯데 아이스 모나왕 (2015년)

### 무대
- JOHNNYS' World -쟈니즈 월드- (2012년 11월 10일 ~ 2013년 1월 27일, 제국 극장)
- JOHNNYS' World -쟈니즈 월드- (2015년 12월 11일 ~ 2016년 1월 27일, 제국 극장)
- JOHNNY‘S ALL STARS ISLAND (2016년 12월 ~ 2017년 1월, 제국 극장)

### 콘서트
- 연말 영 동서 가합전! 동서 Jr. 선발 대집합 2010! (2010년 11월 26일 ~ 27일, NHK 홀)
- 사토 쇼리 솔로 콘서트 (2014년 7월 29일·8월 11일, 도쿄·EX 시어터 롯폰기)
- Sexy Zone A.B.C-Z Summer Paradise in TDC 《쇼리 Summer Concert》 (2015년 8월 11일 ~ 14일, TOKYO DOME CITY HALL)
- Summer Paradise 2016 《사토 쇼리 Summer Live 2016》 (2016년 8월 18일 ~ 21일·29일, TOKYO DOME CITY HALL)

### 이벤트
- 《리얼 스코프》 스페셜 이벤트 Sexy Zone 사토 쇼리 with 쟈니즈 Jr.in 오다이바 합중국 2013 (2013년 8월 21일, 오다이바 합중국 산산 아일랜드 합중국 Open Summer 스타디움)

## 작품

### 솔로곡
- おなじ空の下 / 같은 하늘 아래 ※작사
- Hachidori ※작사
- 好きだよ / 좋아해 ※작사
- まだ見ぬ景色 / 아직 보지 못한 경치
- 生きてよ / 살아 ※작사
- Everyday love you ※작사
- Last winter's night ※작사
- Why?

### 작사
- キミのため ボクがいる / 너를 위해 내가 있어
- きみを離さない きみを離れない / 너를 놓지않아 너와 헤어지지 않아